# レイヴン (女優)
レイヴン（Raven、本名 Rachel Vickers、1964年7月31日 - ）は、アメリカ合衆国のポルノ女優。『Taboo American Style』シリーズで知られる。

## 人物
1983年にポルノ映画デビュー。1980年代中頃まで多くの作品に出演したが突然姿を消し、数年後の1990年代にポルノ映画界に復帰した。1980年代半ばにはペントハウス誌に登場し（Vicki Vickers名義、ペントハウス・ペットとしてではない）、人気を博した。
初期の作品ではセックスシーンでもめったに我を忘れる事のないクールな印象の女優であったが、90年代に復帰した時には非常に情熱的な女優に変貌を遂げていた。特にレズビアンとオーラルセックスのシーンで新境地を開いた。相性の良かった男優としてはロッコ・シフレディが挙げられ、複数の作品においてアナルセックスもこなしている。

## 出演作の一部
- 1984年：『変態病棟/ザ・ナース (Supergirls Do General Hospital)』
- 1984年：『スランバー・パーティー (Slumber Party)』
- 1985年：『タブー・アメリカン・スタイル PART1 (Taboo American Style 1: The Ruthless Beginning)』
- 1985年：『タブー・アメリカン・スタイル PART2 (Taboo American Style 2: The Story Continues)』
- 1985年：『タブー・アメリカン・スタイル PART3 (Taboo American Style 3: Nina Becomes an Actress)』
- 1985年：『タブー・アメリカン・スタイル PART4 (Taboo American Style 4: The Exciting Conclusion)』
- 1985年：『アクメ・ビジネス/肉婦 (Kinky Business)』
- 1986年：『Penthouse Love Stories』
- 1990年：『ナイト・トリップス3/無限快楽 (House of Dreams)』
- 1990年：『ブッシュ・パイロット/肉弾空中戦 (Bush Pilots)』[2]
- 1990年：『ニナ・アレキサンダー in エスカレーション (Raunch 1)』
- 1991年：『Anal Encounters 1』
- 1991年：『リーサル・パッション/欲望の弾丸 (Lethal Passion)』
- 1991年：『イマジン/100万回の超エクスタシー!淫夢 (Imagine)』
- 1992年：『巨乳伝説/セクシー・クレオパトラ (Mummy Dearest 3)』
- 1993年：『ナイト・トリップス モア (Sensual Exposure)』